# Savonjärvi
Savonjärvi är en sjö i kommunen Lapinlax i landskapet Norra Savolax i Finland. Sjön ligger 92,7 meter över havet. Den är 8,7 meter djup. Arean är 83 hektar och strandlinjen är 6,13 kilometer lång. Sjön  ingår i Vuoksens huvudavrinningsområde.   Den ligger omkring 53 kilometer norr om Kuopio och omkring 380 kilometer norr om Helsingfors. 
I sjön finns ön Limaluoto. Sjön ligger öster om Lapinlax.